# Sočni plod
Sočni plod je plod, ki ima osemenje v celoti ali delno omesenelo. Sočni plodovi so največkrat zaprti plodovi za katere je značilno, da jih trajno obdaja osemenje in da odpadejo skupno z njim.

## Razvoj sočne plasti
Med rastjo ploda se ločijo 3 plasti:
- eksokarp - zunanja plast (koža ali olupek)
- mezokarp - srednja plast (meso)
- endokarp - notranja plast

Debelina in sočnost posamezne plasti je odvisna od tipa plodu, ena ali dve plasti lahko tudi manjkajo. 

## Galerija
- Jagoda oranževca (Citrus sinensis); lupina pomaranč je perikarp, ki se deli na oranžni eksokarp, beli mezokarp in tanki endokarp, ki ovija predale in krhlje.
- Jagoda vinske trte (Vitis vinifera); eksokarp = kožica, mezokarp in endokarp pa sta sočna.
- Plod ananasa (Ananas comosus) - os socvetja omeseni